# Яшковская, Мирослава
Мирослава Яшковская (чеш. Miroslava Jaškovská; род. 5 марта 1955, Челадна, Чехословакия) — чехословацкая лыжница, призёр чемпионата мира.

## Карьера
На Олимпийских играх 1976 года в Инсбруке, заняла 23-е место в гонке на 5 км.
На чемпионате мира-1974 в Фалуне завоевала бронзу в эстафете, в команде вместе с Аленой Бартошовой, Габриэлой Секаёвой и Бланкой Паулу.